# Football Club Baník Ostrava 1997-1998
Questa voce raccoglie le informazioni riguardanti il Football Club Baník Ostrava nelle competizioni ufficiali della stagione 1997-1998.

## Rosa
| N. |                       | Ruolo | Calciatore        |
| -- | --------------------- | ----- | ----------------- |
|    | Rep. Ceca (bandiera)  | P     | Vít Baránek       |
|    | Rep. Ceca (bandiera)  | P     | Ivo Schmucker     |
|    | Rep. Ceca (bandiera)  | D     | Marek Jankulovski |
|    | Rep. Ceca (bandiera)  | D     | René Bolf         |
|    | Rep. Ceca (bandiera)  | D     | Miroslav Mikulík  |
| 18 | Rep. Ceca (bandiera)  | D     | Josef Dvorník     |
|    | Slovacchia (bandiera) | D     | Milan Timko       |
|    | Slovacchia (bandiera) | D     | Dušan Vrťo        |
|    | Slovacchia (bandiera) | D     | Tibor Zátek       |
|    | Rep. Ceca (bandiera)  | C     | Karel Kula        |

| N. |                      | Ruolo | Calciatore    |
| -- | -------------------- | ----- | ------------- |
|    | Rep. Ceca (bandiera) | C     | Radek Slončík |
|    | Rep. Ceca (bandiera) | C     | Jiri Barborik |
|    | Rep. Ceca (bandiera) | C     | Vladimir Cup  |
|    | Rep. Ceca (bandiera) | C     | Michal Pančík |
|    | Rep. Ceca (bandiera) | C     | Petr Ruman    |
|    | Rep. Ceca (bandiera) | C     | Aleš Pikl     |
|    | Rep. Ceca (bandiera) | C     | Marcel Lička  |
|    | Rep. Ceca (bandiera) | C     | Libor Sionko  |
|    | Rep. Ceca (bandiera) | A     | Lubomir Blaha |
|    | Rep. Ceca (bandiera) | A     | Petr Samec    |